# Stoltezza in Cristo

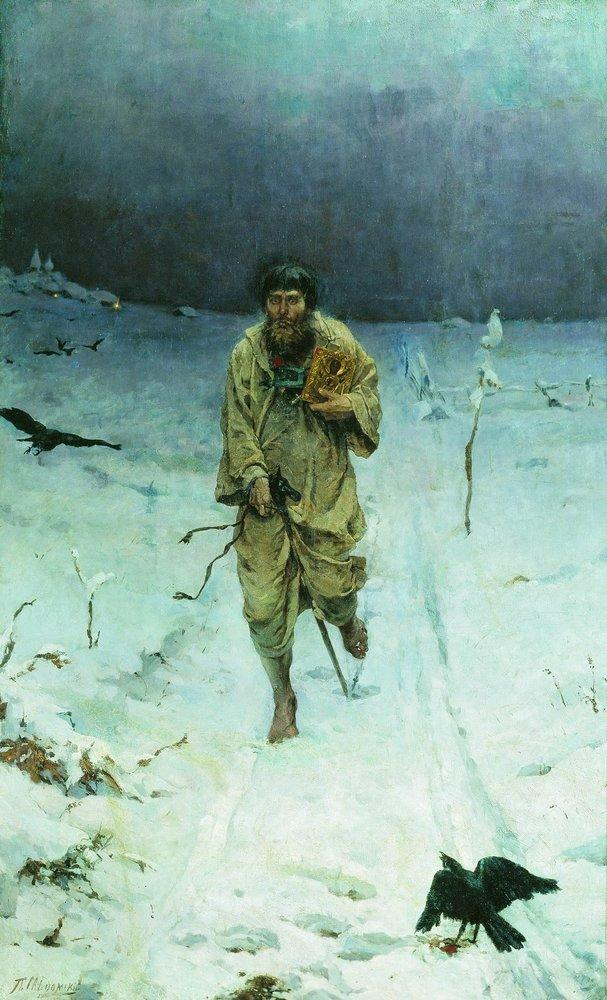
Pavel Svedomskij, Stolto in Cristo

La stoltezza in Cristo (in russo, юродство, jurodstvo) è una particolare forma di ascetismo presente nell'esperienza della Chiesa ortodossa e nella Chiesa bizantino-cattolica russa. Colui che intraprende tale via religiosa è chiamato юродивый (jurodivyj, plurale jurodivye), cioè stolto in Cristo, o pazzo di Dio. Gli stolti in Cristo sono asceti o monaci russi che abbandonano la sapienza umana per scegliere la "sapienza del cuore". Ancor oggi presenti sul territorio russo, si aggirano per le città vestiti di stracci, mortificando il corpo attraverso digiuni e lunghe veglie e dormendo all'aperto o nelle case di chi offre loro ospitalità.
Il loro comportamento differisce a seconda delle situazioni:  in mezzo alla folla simulano pazzia e trattano a male parole chiunque, ricco o povero che sia (credendo che approcci differenziati li allontanerebbero dal volere di Dio), mentre in privato sono calmi e assennati e non disdegnano di offrire aiuto, il più delle volte sotto forma di consiglio, a chi si rivolge loro. Ritenuti dalle credenze popolari capaci di miracoli e di prevedere il futuro, sono trattati con il più profondo rispetto da ogni fascia sociale della popolazione e molto spesso venerati già in vita. In certi casi sono anche oggetto di pubblico disprezzo (quest'ultimo talvolta da essi stessi ricercato come ulteriore mezzo di ascesi).

## Modelli di riferimento
I modelli a cui gli stolti in Cristo si ispirano sono principalmente due e derivano entrambi dalle opere di San Paolo di Tarso, o attribuite ad esso, contenute nel Nuovo Testamento.

### Lettera di San Paolo Apostolo ai Corinzi
Testo fondamentale per questa peculiare forma di ascetismo è la Prima Lettera di San Paolo Apostolo ai Corinzi, poiché in essa è contenuta una vera e propria dichiarazione di intenti, a cui tutti gli "Stolti" faranno riferimento nel corso della loro vita per giustificare la propria condotta:
(Prima lettera ai Corinzi, 4,10-13.)
Attraverso l'ostentazione di una finta stoltezza, le persone che si richiamano a questo modello denunciano i limiti della sapienza e dell'intelletto umano partendo dallo stesso modello paolino. Appare in questo modo un vero e proprio "mondo alla rovescia" laddove, così come "Gesù annuncia la croce e con la croce [...] il suo modo assolutamente nuovo di essere re, un modo totalmente contrario alle aspettative della gente" (Papa Benedetto XVI, Catechesi 24 maggio 2006), così anche gli Stolti in Cristo, facendo leva su quello che può sembrare un paradosso, affermano tramite la propria stoltezza la fatuità di ogni tipo di ragionamento, di "logos", che basi il proprio esistere unicamente sulla razionalità umana.

Ed è in base a tale assunto che lo stesso Paolo, così come faranno gli asceti che si riferiranno alle sue parole, arriva ad affermare:
(Prima lettera ai Corinzi, 1,27-28.)

### Lettera agli Ebrei
Seppur in misura ridotta rispetto all'esempio precedente, l'autore delinea il modello di vita aderente alla Stoltezza in Cristo nella Lettera agli Ebrei, laddove per dare un esempio sulla santità, racconta di uomini che nei tempi passati
(Lettera agli Ebrei, 11,37-38.)
Seppur tale modello di vita non faccia alcun riferimento alla pazzia e delinei una condotta molto simile a quella degli asceti che nei secoli successivi popoleranno il Deserto di Scete è indubbio che lo sradicamento ed il continuo vagare che l'autore descrive sia molto simile alla condotta posta in essere dai primi esponenti di Stolti in Cristo, come dimostra chiaramente la vita dei Santi Bessarione e Simeone di Edessa che per gran parte della loro vita vagarono in luoghi inospitali mortificando il proprio corpo e mostrandosi con difficoltà agli altri uomini.

## Storia

### Bacino mediterraneo
I primi esempi di Stolti in Cristo nella Storia cristiana possono essere individuati nel IV secolo in Egitto e successivamente, a partire dal VI secolo, nell'Impero bizantino. Qui questa tipologia di ascetismo inizierà ad interessare in maniera sempre più rilevante l'ambiente cittadino e gli Stolti, prima auto-relegatesi per lo più in luoghi deserti e inospitali, inizieranno a manifestare la propria follia a un numero sempre maggiore di persone. Le figure di Santi Stolti emerse in questo periodo storico, e in maniera particolare quelle di Simeone di Edessa e di Andrea di Costantinopoli, furono estremamente rilevanti per gli Jurodivyj russi, che sul loro esempio modelleranno il proprio modus agendi nei secoli successivi.

### Russia
Dopo la caduta dell'Impero romano d'Oriente ad opera degli ottomani il fenomeno ascetico in quanto tale scomparve nel bacino mediterraneo mentre si sviluppò nelle terre russe. Il primo e unico esempio di Stolto in Cristo nella Rus' di Kiev fu Isacco di Pečers'k, monaco del monastero delle Grotte di Kiev che nell'XI secolo ebbe il merito di esportare tale forma di ascetismo al di fuori dei confini dell'Impero bizantino.
La sua esperienza in tal senso, che giunse tuttavia solo in tarda età, non fu imitata da altri religiosi, almeno fino alla fine del XIII secolo quando fu reintrodotta in Russia da Procopio di Ustjug, mercante tedesco neoconvertito alla religione ortodossa. La Stoltezza in Cristo si svilupperà da allora principalmente nei territori settentrionali di quello che sarà l'Impero russo, corrispondenti all'incirca alla parte europea della Russia odierna. A livello storico è possibile distinguere due periodi di sviluppo di questo fenomeno ascetico:

#### La stoltezza nelle città

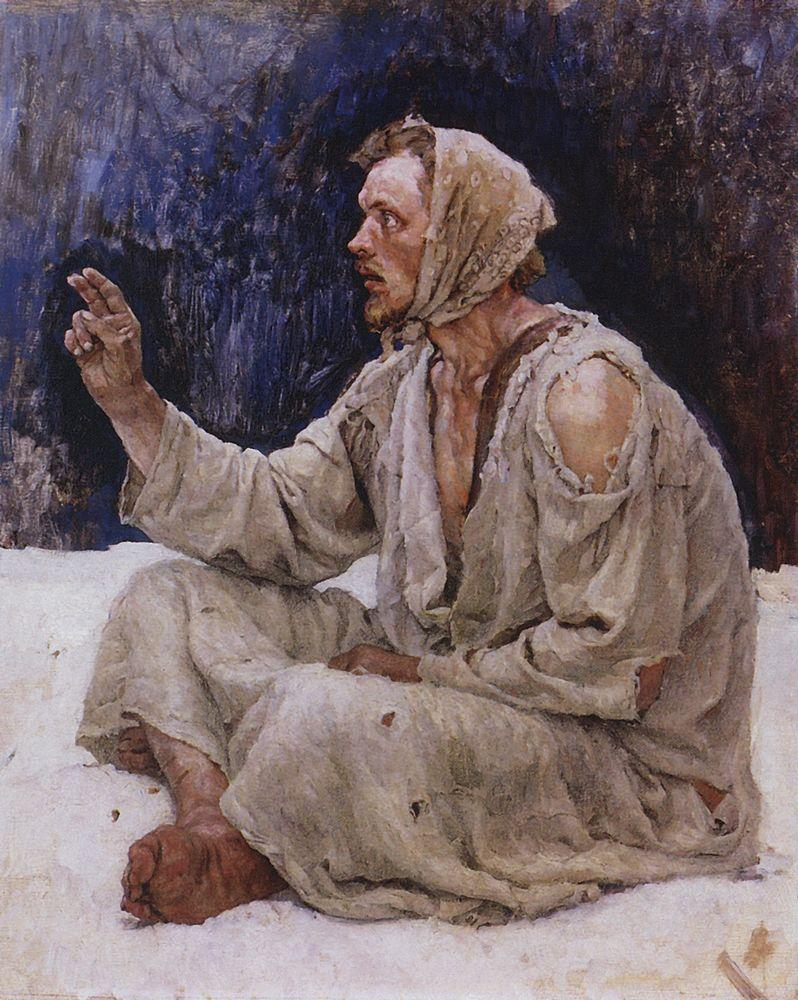
Vasilij Surikov, Stolto in Cristo

In Russia tale movimento ascetico ebbe il proprio inizio nelle città: due furono i luoghi dove il fenomeno si manifestava pienamente: la chiesa e la piazza. Nella prima lo Stolto era solito ritirarsi, sovente in solitudine, in preghiera, nella seconda svolgeva invece la propria vita sociale, fatta sì di pazzia simulata ma anche di carità verso quelle persone che, pur non avendo scelto la povertà tramite un proprio atto volitivo, erano ad essa soggiogate.
Caratteristica comune a tutti gli Jurodivyj era infatti un'estrema attenzione agli strati più bassi e bisognosi della popolazione, visti non come "massa" ma come una pluralità di individui ognuno dei quali aveva bisogno di un'attenzione particolare: per questo (e per la consapevolezza che la giustizia sociale non è di questa terra) lo Stolto non lancia mai proclami politici, ma cerca invece di essere di costante aiuto alla moltitudine di individualità che incontra, alle volte dividendo con il povero il cibo stesso che gli era stato donato in carità. Ritenuti dalle credenze popolari capaci di miracoli e di prevedere il futuro, godevano inoltre di uno status particolare che permetteva loro di esprimersi come meglio credevano persino con le più alte cariche dello Stato senza che potesse venir loro inflitta punizione alcuna.
Esemplare a tal proposito fu il rapporto che si instaurò tra Ivan il Terribile e lo Stolto San Basilio il Benedetto, il quale non esitava ad ogni piè sospinto a giudicare pubblicamente ed inveire nei confronti dello zar davanti alla sua stessa persona; Ivan, passato alla storia come "il Terribile" per il modo in cui trattò e uccise i propri avversari politici, non solo non prese alcun provvedimento nei confronti dello Stolto ma corse al suo capezzale poco prima che questi morisse, giungendo infine a trasportarne la bara durante il funerale. In piazza così come in chiesa tuttavia il comportamento imprevedibile dello stolto ed il rispetto di cui godeva, iniziarono a risultare sgraditi a quella parte della classe dirigente russa che nel XVIII secolo mirava a un riammodernamento del tessuto sociale.
Proprio nel tentativo di europeizzare la cultura del Paese, nel 1721 Pietro il Grande sostituì il Patriarcato di Mosca con un sinodo che, nel 1722, emanò un decreto in cui, dipingendo gli Stolti come degli ipocriti, veniva dato mandato alla polizia di arrestare chiunque fosse stato sorpreso a "simulare" in tal modo la propria fede nei luoghi pubblici, provvedendo all'incarcerazione o alla detenzione forzata in un monastero.
Tuttavia, malgrado le resistenze iniziali da parte della polizia zarista, grande risonanza ebbe per molti decenni del secolo la stolta Ksenija di Pietroburgo, tanto da essere venerata già in vita come santa e persona capace di compiere miracoli o profetizzare il futuro. Ksenija è stata poi canonizzata dalla Chiesa ortodossa russa.

#### La stoltezza nelle campagne

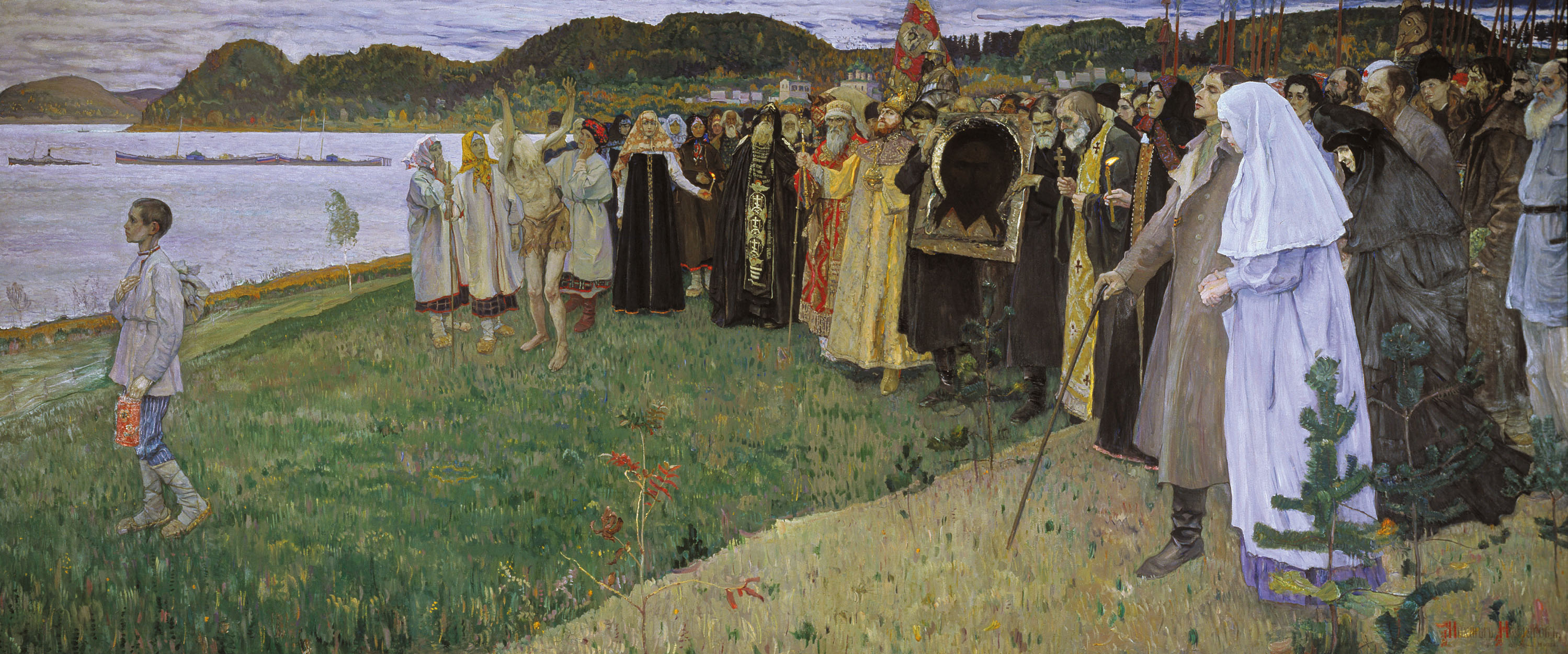
Michail Vasil'evič Nesterov, L'anima del popolo

A causa di tale decreto e dei molti dello stesso tenore che si susseguiranno fino al ripristino del Patriarcato (avvenuto nel 1917) il fenomeno degli Stolti in Cristo conobbe una radicale trasformazione: riducendosi drasticamente dalle città più grandi si trasferì nelle campagne, dove il potere del Sinodo era meno forte. Allo stesso modo la presenza maschile, quasi totalitaria prima del 1722, lasciò campo a quella femminile.
Quest'ultima tendenza può essere spiegata con l'ipotesi che l'opinione pubblica, soprattutto nelle campagne, mal avrebbe sopportato una repressione della religiosità femminile. Tale sentimento, diffuso non solo nella popolazione rurale, fu tenuto in conto anche dal regime sovietico che, pur cercando di soffocare il sentimento religioso della popolazione, non riuscì ad impedire alle sante stolte di vivere nell'ascetismo, come è dimostrazione la vita di Matrona la Cieca.

## Riferimenti nella cultura russa laica
Il pazzo per Cristo è una figura ricorrente nei romanzi di Fëdor Dostoevskij, in particolare ne I fratelli Karamazov a proposito dello starec Zosima o di altri monaci ortodossi. Anche Lizaveta Smerdjaščaja, madre di Smerdjakov, è una jurodivaja, e non di rado quest'appellativo è riservato, in vari contesti e in diverse accezioni, al protagonista Alëša Fëdorovič.
Solomon Volkov accosta le caratteristiche degli stolti in Cristo anche a un genio come Šostakovič:
(Lo straordinario rapporto tra il feroce dittatore e il grande musicista)